# Tonduhan
Tonduhan is een bestuurslaag in het regentschap Simalungun van de provincie Noord-Sumatra, Indonesië. Tonduhan telt 1412 inwoners (volkstelling 2010).